# Leclercera negros
Leclercera negros là một loài nhện trong họ Ochyroceratidae. Loài này phân bố ở Philippines.